# Mohamed al-Menfi
Mohamed Younis Ahmed al-Menfi (in arabo محمد يونس المنفي‎?; Tobruch, 14 marzo 1976) è un politico e diplomatico libico.
Il 5 febbraio 2021 è stato eletto Presidente del Consiglio Presidenziale della Libia ed è entrato in carica il 15 marzo successivo.

## Biografia
Laureato in ingegneria presso l'Università di Tobruk, è eletto deputato nella circoscrizione di Tobruk nel 2012, diventando un membro considerato vicino all'islam politico, pur non facendo parte del Partito della Giustizia e dello Sviluppo. Al-Menfi è stato nominato Ambasciatore presso la Grecia nel 2018, venendo poi espulso dal paese in seguito agli accordi Libia (GNA)-Turchia sui confini delle loro Zone economiche esclusive del 2019.

### Struttura della Presidenza di al-Menfi
Il 5 febbraio 2021 vince a Ginevra le elezioni per il rinnovamento delle cariche dello Stato libico organizzate sotto la supervisione della Missione di supporto dell'ONU in Libia (UNISMIL) e diviene Presidente del Consiglio presidenziale, succedendo a Fayez al-Sarraj col compito di portare il paese alle elezioni politiche generali per la fine del 2021. L'elezione del 5 febbraio prevedeva la nomina di un Consiglio "ristretto" con un rappresentante per ogni regione della Libia; in questo frangente al-Menfi rappresenta la Cirenaica mentre i suoi colleghi di lista Abdullah al-Lafi e Musa al-Kuni sono stati eletti Vicepresidenti rispettivamente per rappresentare Tripolitania e Fezzan.